# Искровая вспышка

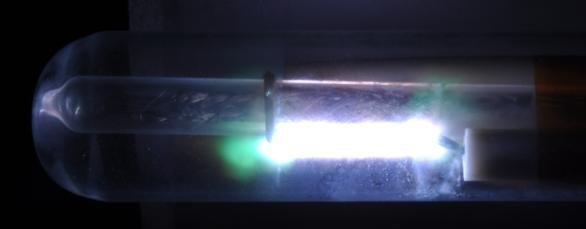
Искровой разряд между анодом и катодом, возбужденный третьим электродом внутри внутренней кварцевой трубки. Внутренняя трубка служит как направляющая для разряда и как охладитель для быстрого гашения разряда. Наружная трубка гасит звук хлопка от разряда.

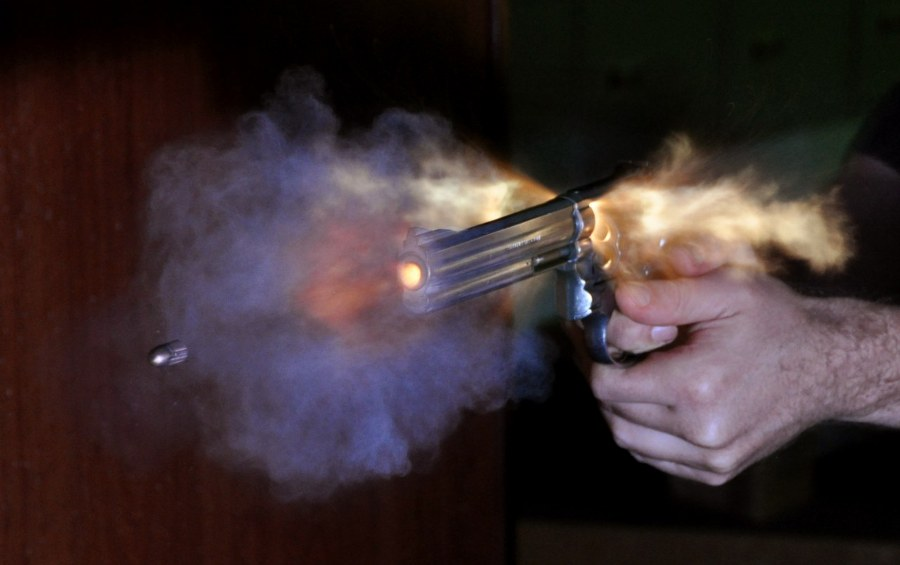
Фото выстрела из револьвера, полученное при помощи вспышки на фото выше. Фото получено в затемненной комнате на фотоаппарат с открытым затвором и фотовспышкой синхронизируемой сигналом с микрофона.

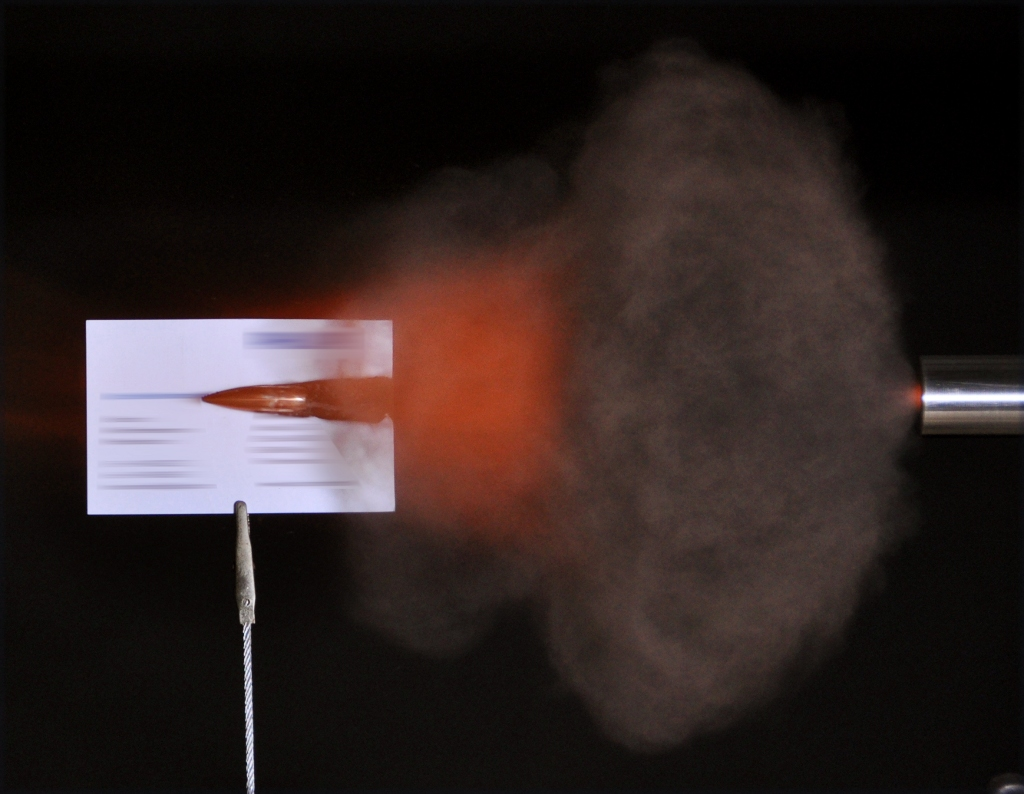
Высокоскоростное фото полета пули со скоростью около 870 м/с.

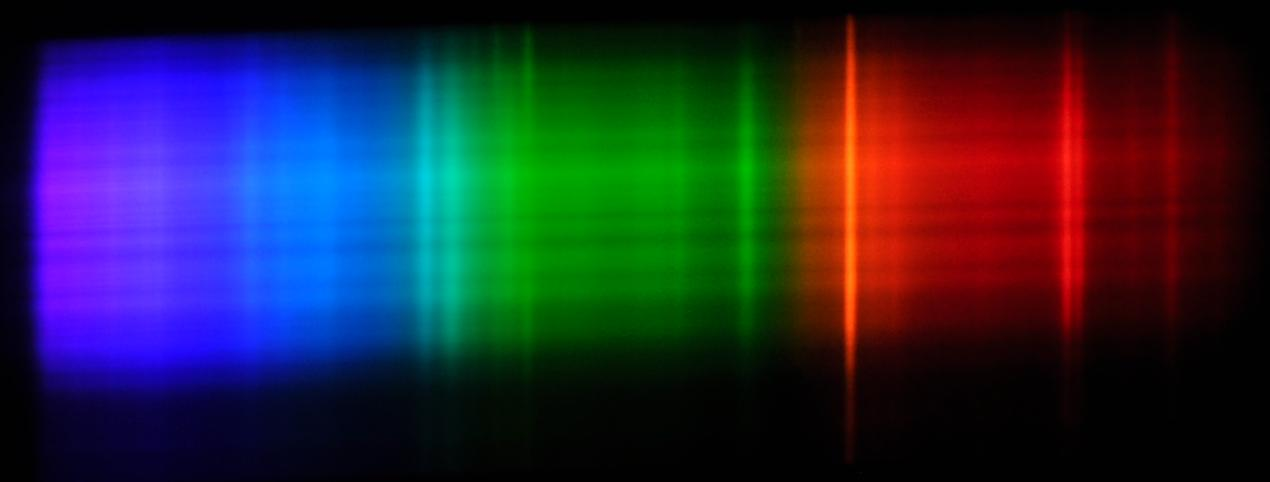
Спектр искровой фотовспышки.

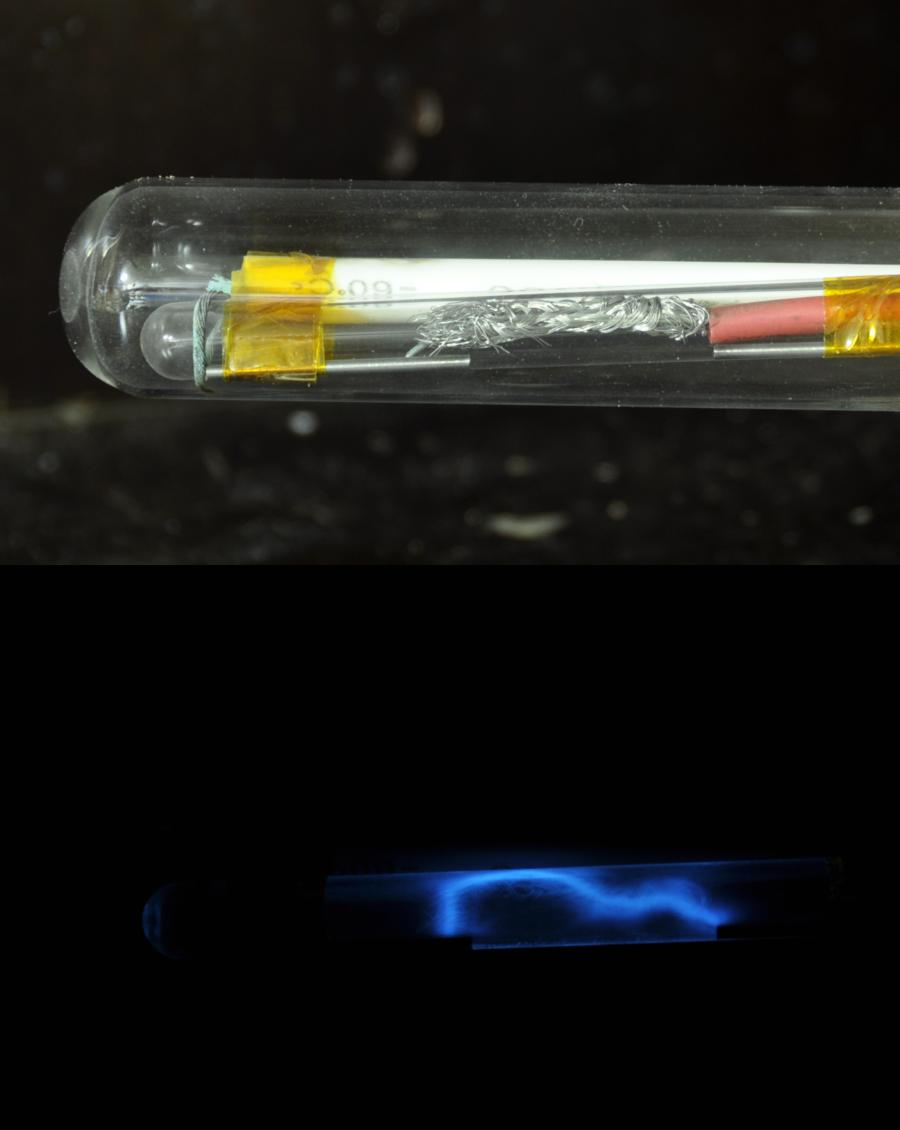
Верхнее фото показывает искровую фотовспышку при свете. Нижнее фото показывает фосфоресценцию кварцевого стекла после разряда.

Искровая вспышка — источник света в фотографии, производящий вспышку света длительностью в доли микросекунды и используемый в высокоскоростной фотографии. Состоит из электродов на кварцевой трубке, к которым подведено высокое напряжение (обычно около 20 кВ), расстояние между которыми чуть более необходимого для пробоя. Вспышка инициируется подачей напряжения на поджигающий электрод внутри трубки.
Вспышка поджигается электроникой от внешнего события (звук пойманный микрофоном, пересечение лазерного луча и т. п.). Вспышка длится доли микросекунды, что позволяет заснять сверхзвуковой полет пули без заметного смазывания.

## История
Популяризатором вспышки был Эджертон, Гарольд Юджин, хотя до него такие ученые как Мах, Эрнст использовали искровую вспышку для фотографии. Приписывают, что Тальбот, Уильям Генри Фокс сделал первое фото с освещением искровым разрядом, используя для этого лейденскую банку, разновидность электрического конденсатора. Эджертон был одним из основателей компании EG&G, которая выпускала искровую фотовспышку под маркой Microflash 549. Некоторые модели искровых вспышек до сих пор выпускаются и продаются.

## Характеристики
Задачей фотовспышки для скоростной фотографии является создание достаточного количества света для адекватной экспозиции. Искровые фотовспышки содержат конденсатор, который разряжается через искровой промежуток с газом (воздухом в данном случае). Длительность вспышки соответствует времени, которое затратит конденсатор на разряд, это время пропорционально:
{\displaystyle t_{flash}\propto {\sqrt {LC}}},
где L — индуктивность и C — емкость системы. Для скорости значения L и C должны быть минимальными.
Яркость вспышки пропорциональна энергии, которая запасена в конденсаторе:
{\displaystyle E={{CV^{2}} \over 2}},
где V — напряжение на конденсаторе.
Из формулы видим, что для яркой вспышки требуется высокая емкость и высокое напряжение. Но из предыдущей формулы ясно, что большая емкость приводит к длительности разряда, отсюда вытекает единственный способ повышения яркость — увеличивать напряжение конденсатора, сохраняя емкость и индуктивность минимальной. Типичные значения емкости 0.05 мкФ, 0.02 мкГн индуктивности, 10 Дж энергии, 0.5 мкс длительности и около 20 МВт мощности.
Воздух (состоящий в основном из азота) предпочтительнее из-за быстроты разряда. Ксенон хоть и эффективнее в преобразовании энергии в световой поток, но ограничен в длительности вспышки около 10 мкс, из-за послесвечения газа после разряда.
Разряд происходит вдоль кварцевой поверхности, это увеличивает световой выход, и улучшает охлаждение, что сокращает время разряда. Недостатком является эрозия и разрушение кварца из-за больших плотностей энергии разряда.

## Особые свойства
Так как разряд происходит в воздухе, создавая плазму, спектр излучения содержит как непрерывную составляющую от нагрева, так и набор линий от ионизации газа (в основном азота, которого в воздухе 79 %).
Спектр богат ультрафиолетом, но покрывает весь видимый диапазон, от инфракрасного до ультрафиолетового.
Когда используется кварц в разрядном промежутке, он демонстрирует голубую фосфоресценцию после разряда из-за ультрафиолетовой составляющей.